# Laguna Aleusco
La Laguna Aleusco (también llamada Dulce) es un lago situado en el territorio en el departamento Languiñeo, provincia del Chubut, Patagonia argentina.

## Geografía
De origen tectónico, a laguna se encuentra en el borde oriental de la Sierra de Tecka, en la zona occidental de la meseta patagónica. Su cuenca es endorreica.
El lago está ligeramente alargado en dirección noroeste-sureste. Se encuentra a 4 km al nordeste de Cerro Aleusco (de 1.200 metros), un antiguo volcán. Se encuentra a unos cincuenta kilómetros al noreste de la localidad de Tecka.

## Área Natural Protegida
Es parte de la reserva Laguna Aleusco. El agua dulce del lago es el hábitat de muchas especies de aves.
La reserva abarca en total 1200 hectáreas de estepa patagónica. Fue creada mediante la Ley Provincial N.º 2161/83, y su objetivo proteger la laguna y los sitios de nidificación del flamenco austral (Phoenicopterus chilensis) y otras aves acuáticas. Además, esta área se encuentra cerrada al público, por lo que se permiten sólo tareas de investigación y monitoreo con autorización.

## Hidrología
La cuenca de la laguna Aleusco no se beneficia de las precipitaciones y la evaporación es alta. Durante los años húmedos, el agua fluye a través de desbordamiento de su emisario, que nace en la costa norte, y suministra una amplia laguna salobre intermitente que distancia unos 1500 metros.